# بخش ماتم
بخش ماتم (به لاتین: Matam Department) یک منطقهٔ مسکونی در سنگال است که در ناحیه متام واقع شده‌است. بخش ماتم ۲۷۲٬۶۲۱ نفر جمعیت دارد.